# 가가우즈 문화 박물관
국립 가가우즈 역사 민족지 박물관(가가우즈어: Gagauz kultura muzeyi)은 몰도바 가가우지아 자치 영토 구역의 수도 콤라트에서 16km 거리에 있는 베샬마에 위치한 가가우즈인의 역사·문화를 전시하고 있는 박물관으로, 창립자는 가가우지아 출신 박물학자·민족지학자인 디미트리 카라초반이다.